# Punta del Rebbio
Punta del Rebbio är en bergstopp i Schweiz.   Den ligger i kantonen Valais, i den södra delen av landet, 90 km sydost om huvudstaden Bern. Toppen på Punta del Rebbio är 3 194 meter över havet, eller 492 meter över den omgivande terrängen. Bredden vid basen är 5,0 km.
Terrängen runt Punta del Rebbio är huvudsakligen mycket bergig. Närmaste större samhälle är Naters, 11,0 km väster om Punta del Rebbio. 
Trakten runt Punta del Rebbio består i huvudsak av gräsmarker. Runt Punta del Rebbio är det glesbefolkat, med 10 invånare per kvadratkilometer.